# Akcja Kretschmann
Akcja Kretschmann – udany zamach na gestapowca Augusta Kretschmanna, przeprowadzony w Warszawie 24 września 1943 przez żołnierzy harcerskiego oddziału „Agat”.

## Tło akcji
August Kretschmann był pracownikiem referatu IV A 3c warszawskiego oddziału Gestapo oraz pełnił funkcję zastępcy komendanta Gęsiówki, gdzie zasłynął z okrucieństwa oraz sadyzmu wobec więźniów. Był odpowiedzialny za śmierć wielu osób umieszczonych w obozie. W 1943 za dokonane zbrodnie został skazany przez polski sąd podziemny na karę śmierci.
Jego nazwisko zostało umieszczone na liście największych zbrodniarzy nazistowskich w okupowanej Polsce, którzy mieli zostać zlikwidowani w ramach tzw. Akcji Główki.
Rozkaz szczegółowego rozpoznania Augusta Kretschmanna otrzymał „Rayski” (Aleksander Kunicki), szef komórki wywiadu oddziału „Agat”. Najpierw należało ustalić rysopis gestapowca, który to przekazał „Rayskiemu” pewien człowiek, wykupiony przez rodzinę z Gęsiówki. Dzięki jego zeznaniom „Rayski” wiedział też, o której godzinie Kretschmann przychodził do pracy i o której z niej wychodził. Razem ze swoimi współpracownikami ustalił trasy, którymi Kretschmann poruszał się po Warszawie, jak również miejsce jego zamieszkania. 12 września 1943 „Rayski” przekazał „Pługowi” (Adam Borys) raport z rozpoznania. 13 września „Pług” umówił „Rayskiego” na Pl. Teatralnym z „Kopciem” (Stanisławem Jastrzębskim), dowódcą akcji, w celu przekazania raportu i pokazaniu mu gestapowca. Z racji tego, że danego dnia Kretschmann pojawił się na Pl. Teatralnym w samochodzie – „Kopeć” nie zdążył mu się przyjrzeć. „Rayski” umówił się z nim na spotkanie kolejnego dnia w okolicy ul. Górnośląskiej, czyli niedaleko miejsca zamieszkania Kretschmanna. Tam przekazał „Kopciowi” gestapowca, a „Kopeć” z kolei pokazał go swojej łączniczce „Mai” (Maria Chuchla). Odtąd to „Maja” prowadziła rozpoznanie Kretschmanna, składając „Kopciowi” raporty ze swoich ustaleń. Zostały one wykorzystane przez „Kopcia” do szczegółowego przygotowania akcji likwidacyjnej.

## Wykonawcy zamachu

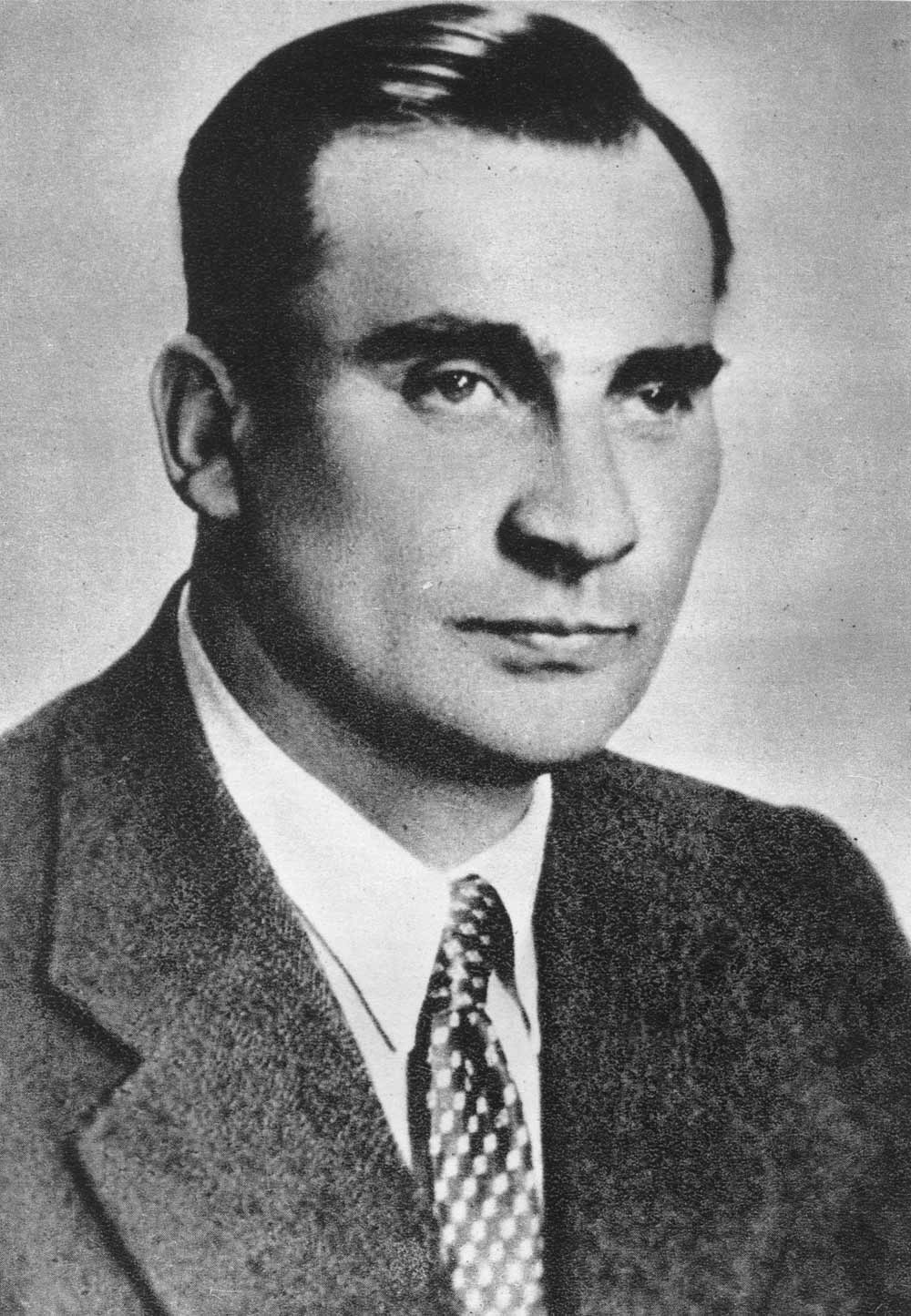
Stanisław Jastrzębski „Kopeć” – dowódca „Akcji Kretschmann”

Kpt. „Pług” zlecił wykonanie akcji II plutonowi oddziału „Agat”. Dowódca II plutonu, pchor. „Mirski” Jerzy Zapadko, powierzył dowodzenie w akcji pchor. „Kopciowi” Stanisławowi Jastrzębskiemu, który miał skompletować resztę zespołu.
Finalnie skład uczestników Akcji Kretschmann przedstawiał się następująco:
- „Kopeć” Stanisław Jastrzębski – dowódca akcji oraz 1. wykonawca wyroku na Kretschmannie
- „Cyklon” Zbigniew Dąbrowski – 2. wykonawca
- „Rawicz” Żelisław Olech – zastępca dowódcy, ubezpieczenie i sygnalizacja
- „Bolec” Tadeusz Chojko – sygnalizacja i ubezpieczenie akcji od strony ulic Szarej i Śniegockiej
- „Niemira” Tadeusz Kostrzewski – kierowca

Przygotowanie oraz zabezpieczenie akcji:
- „Scarlett” Janina Lutyk-Zapadko – łączniczka, odpowiedzialna za dostarczenie broni
- „Maja” Maria Chuchla – łączniczka, odpowiedzialna za obserwację Kretschmanna
- „Dr Maks” Zbigniew Dworak – lekarz, odpowiedzialny za zabezpieczenie sanitarne akcji
- „Pług” Adam Borys – obserwator

## Opis akcji
Termin akcji został wyznaczony na godz. 7:00 dnia 24 września 1943. „Scarlett”, łączniczka, która miała za zadanie dostarczyć broń, spóźniła się 7 minut z powodu usterki rikszy. Mimo spóźnienia wszyscy uczestnicy akcji zajęli swoje stanowiska o godzinie 7:08. Głównym wykonawcą egzekucji na Kretschmannie był „Kopeć”, drugim wykonawcą i jednocześnie ubezpieczycielem „Kopcia” był „Cyklon” (Zbigniew Dąbrowski).
Według relacji Stanisława Jastrzębskiego Kretschmann wyszedł z kamienicy przy ul. Dmochowskiego 2, w której mieszkał i udał się pieszo do pracy. Zamachowcy wyszli mu naprzeciw, idąc po przeciwnej niż gestapowiec stronie ulicy od skrzyżowania ulic Dmochowskiego i Rozbrat. W momencie zrównania się z gestapowcem obaj wykonawcy, „Kopeć” i „Cyklon”, przebiegli na drugą stronę ulicy Dmochowskiego wyciągając broń. „Kopeć” w biegu otworzył ogień w kierunku Kretschmanna z odległości kilku metrów. Kretschmann usiłował wydobyć broń z kabury, jednak został ranny. Uciekł do bramy domu, w którym mieszkał. „Kopeć” pobiegł za nim. Ponieważ zaciął mu się pistolet, nie mając czasu na przeładowanie broni, po dobiegnięciu do gestapowca uderzył go kolbą pistoletu w głowę, po czym zastrzelił dwoma strzałami z zapasowego pistoletu. „Cyklon” przyniósł teczkę Kretschmanna, którą ten upuścił po pierwszych strzałach „Kopcia”. „Kopeć” wyjął z niej legitymację Kretschmanna, która musiała zostać po akcji przekazana dowódcy jako dowód prawidłowego wykonania zadania.
W międzyczasie na ulicy Rozbrat wywiązała się strzelanina między zamachowcami a Niemcami, którzy zaalarmowani wystrzałami próbowali unieszkodliwić strzelających Polaków. „Rawicz”, pełniący funkcję ubezpieczającego, celnym ogniem osłaniał uczestników akcji trzymając na dystans niemieckich żandarmów strzelających od strony ul. Górnośląskiej. Kiedy wszyscy uczestnicy akcji znaleźli się bezpiecznie w samochodzie, „Niemira” natychmiast odjechał skręcając z ul. Rozbrat w ul. Śniegockiej, a następnie ulicami: Czerniakowską, Ludną, Solec i Dobrą dotarł do Tamki, gdzie na skrzyżowaniu z ul. Smulikowskiego oczekiwał „Dr Maks”. Po krótkiej wymianie zdań między nim a „Kopciem” („Czy panowie jadą do Konstancina? Nie jedziemy.”, co oznaczało, że nikt nie został ranny i nie wymaga pomocy medycznej), „Dr Maks” odszedł w kierunku ul. Smulikowskiego, zaś „Rawicz” i „Bolec” wysiedli i oddali broń czekającej na nich „Scarlett”. „Niemira” odjechał w kierunku ul. Karowej, gdzie na rogu Dobrej wysiedli „Kopeć” z „Cyklonem” i oddali broń czekającej tam na nich „Mai”. „Niemira” udał się na Żoliborz, gdzie zostawił samochód w umówionym garażu.
W akcji po stronie polskiej nie zanotowano żadnych strat.
27 września 1943 Biuletyn Informacyjny wydrukował informację o wyroku wykonanym przez Kierownictwo Walki Podziemnej na Auguście Kretschmanie.